# Qantas Founders Outback Museum

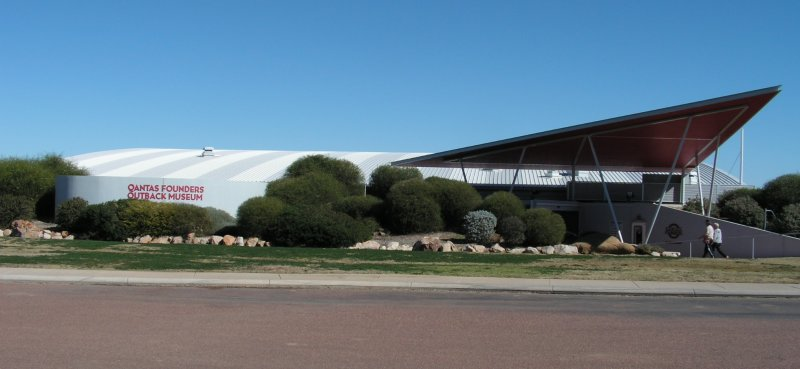
Wejście do budynku muzeum

Qantas Founders Outback Museum – muzeum transportu zlokalizowane w Longreach, Queensland w Australii. 
Na zewnątrz muzeum można podziwiać Boeinga 747-238B, który był pierwszym 747 w liniach Qantas. Obok niego stoi Boeing 707-138, pierwszy samolot odrzutowy w liniach Qantas.